# Dominick Gauthier
Dominick Gauthier, né le 31 août 1973 à Lévis au Québec, est un ancien skieur acrobatique spécialiste du ski de bosses. Il entraîne sa compagne l’athlète Jennifer Heil pour les Jeux olympiques.
En tant que sportif, il a terminé 17e de l'épreuve des bosses des Jeux olympiques d'hiver de 1998 à Nagano, 5e de l'épreuve de bosses en parallèle lors des mondiaux de Hasliberg, et est monté sur sept podiums de coupe du monde en ski de bosses et ski de bosses en parallèle, dont une victoire à Lillehammer le 5 mars 1995.

## Coupe du monde
Dominick Gauthier participe à huit éditions consécutive de la coupe du monde de ski acrobatique, de 1992 à 1999, avec pour meilleurs résultats une cinquième place du classement de ski de bosses et une dix-huitièmes place du classement général en 1995.
- Meilleur classement général : 18e en 1995
- Meilleur classement en ski de bosses : 5e en 1995.
- Meilleur classement en ski de bosses en parallèle : 6e en 1998.
- 7 podiums dont 1 victoire[2].

### Différents classements en coupe du monde
| Année/Classement | Général | Général | Ski de bosses | Ski de bosses | Ski de bosses en parallèle | Ski de bosses en parallèle |
| ---------------- | ------- | ------- | ------------- | ------------- | -------------------------- | -------------------------- |
| Année/Classement | Class.  | Points  | Class.        | Points        | Class.                     | Points                     |
| 1991-1992        | 53e     | 11.00   | 19e           | 85.00         | —                          | —                          |
| 1992-1993        | 52e     | 46.00   | 16e           | 416.00        | —                          | —                          |
| 1993-1994        | 31e     | 64.00   | 7e            | 512.00        | —                          | —                          |
| 1994-1995        | 18e     | 82.00   | 5e            | 572.00        | —                          | —                          |
| 1995-1996        | 32e     | 64.00   | 11e           | 512.00        | 17e                        | 80.0                       |
| 1996-1997        | 22e     | 71.00   | 9e            | 356.00        | 7e                         | 276.0                      |
| 1997-1998        | 23e     | 70.00   | 6e            | 420.00        | 8e                         | 248.0                      |
| 1998-1999        | 23e     | 60.00   | 10e           | 240.00        | 11e                        | 104.0                      |

## Championnats du monde
Dominick Gauthier participe à trois éditions des Championnats du monde de ski acrobatique, de 1995 à 1999, avec pour meilleurs résultats une sixième place en ski de bosses à La Clusaz et une cinquième place en ski de bosses en parallèle à Hasliberg.
| Épreuve / Édition   | La Clusaz 1986 | Iizuna Kogen 1989 | Hasliberg 1991 |
| Bosses              | 6e             | 8e                | 10e            |
| Bosses en parallèle | —              | —                 | 5e             |